# Adriane Lenox
Adriane Lenox (Memphis, 11 settembre 1956) è un'attrice statunitense.

## Biografia
Lenox, originaria del Tennessee, ha frequentato il Lambuth College a Jackson, Tennessee, e ha conseguito una laurea in teatro. Dopo la laurea, è apparsa in Ain’t Misbehavin’ a New York.

### Teatro
Nel 2005 ha vinto il Tony Award alla migliore attrice non protagonista per il dramma Il dubbio e nel 2014 è stata nominata al Tony Award alla miglior attrice non protagonista in un musical. Altre apparizioni a Broadway includono il ruolo di Hattie nel revival di Kiss Me, Kate nel 1999, la partecipazione alla rivista teatrale The Gershwins' Fascinating Rhythm nel 1999, Caroline, or Change nel 2004 come sostituta di "Caroline Thibodeaux", e Chicago nel ruolo della Matrona (sostituzione da agosto 2007 a ottobre 2007). È apparsa inoltre a Broadway in After Midnight nel 2013, riprendendo il suo ruolo nella rivista teatrale Cotton Club Parade organizzata da New York City Center Encores!

### Cinema e televisione
Lenox ha recitato nel film del 2009 The Blind Side, interpretando Denise Oher. Altri suoi crediti cinematografici includono Black Snake Moan (2006), My Blueberry Nights (2007), L'apprendista stregone (2010) e The Butler (2013).
In televisione, Lenox è apparsa in episodi di Law & Order, Law & Order: Special Victims Unit, Third Watch e Nurse Jackie. Ha avuto ruoli ricorrenti in Lipstick Jungle, 30 Rock, Damages, Daredevil, The Blacklist e The Path. Inoltre, ha interpretato un ruolo nel film HBO La vita immortale di Henrietta Lacks, con Oprah Winfrey.

## Filmografia parziale

### Cinema
- Alvin Superstar, regia di Tim Hill (2007)
- The Blind Side, regia di John Lee Hancock (2009)
- Red Lights, regia di Rodrigo Cortés (2012)
- Gli Stati Uniti contro Billie Holiday (The United States vs. Billie Holiday), regia di Lee Daniels (2021)
- Bruised - Lottare per vivere (Bruised), regia di Halle Berry (2021)

### Televisione
- 30 Rock – serie TV, 4 episodi (2011-2012)
- Damages – serie TV, 5 episodi (2011-2012)
- The Blacklist – serie TV, 16 episodi (2014-2017)
- Daredevil – serie TV, 4 episodi (2015)
- The Path – serie TV, 17 episodi (2016-2018)
- Manifest – serie TV, 3 episodi (2018-2020)
- The Resident – serie TV, episodi 3x06-3x08 (2019)
- The Undoing - Le verità non dette (The Undoing) – miniserie TV, 1 puntata (2020)
- Julia - serie TV, 5 episodi (2022)

## Teatro (parziale)
- Ain't Misbehavin', colonna sonora di Fats Waller, libretto di Richard Maltby Jr. e Murray Horwitz. Longacre Theatre di Broadway (1978)
- Dreamgirls, libretto di Tom Eyen, colonna sonora di Herny Krieger. Imperial Theatre di Broadway (1981)
- Merrily We Roll Along, libretto di George Furth, colonna sonora di Stephen Sondheim. Theater at St Peter's dell'Off-Broadway (1994)
- Dreamgirls, libretto di Tom Eyen, colonna sonora di Herny Krieger. The Fox Theatre di Atlanta (1994)
- How to Succeed in Business Without Really Trying, colonna sonora di Frank Loesser, libretto di Abe Burrows, Jack Weinstock e Willie Gilbert. Richard Rodgers Theatre di Broadway (1995)
- Kiss Me, Kate, libretto di Samuel e Bella Spewack, colonna sonora di Cole Porter. Martin Beck Theatre di Broadway (1999)
- Caroline, or Change, libretto di Tony Kushner, colonna sonora di Jeanine Tesori. Eugene O'Neill Theatre di Broadway (2004)
- Il dubbio di John Patrick Shanley. Walter Kerr Theatre di Broadway (2005), tournée statunitense (2006)
- Spirito allegro di Noël Coward. Williamstown Theatre Festival di Williamstown (2007)
- Chicago, libretto di Bob Fosse e Fred Ebb, colonna sonora di John Kander. Ambassador Theatre di Broadway (2007)
- I monologhi della vagina di Eve Ensler. Bucks County Playhouse di New Hope (2013)

## Doppiatrici italiane
Nelle versioni in italiano delle opere in cui ha recitato, Adriane Lenox è stata doppiata da:
- Alessandra Cassioli in Red Lights, Daredevil, The Undoing - Le verità non dette
- Emanuela Baroni in The Blacklist (ep. 3x01-02, 3x07-08), It's Bruno!
- Graziella Polesinanti in Blue Bloods, The Resident
- Antonella Alessandro in New Amsterdam, Manifest
- Melina Martello in The Blacklist (st. 2)
- Beatrice Margiotti in The Blacklist (ep. 3x05)
- Stefania Romagnoli in Billions
- Cinzia De Carolis in Bruised - Lottare per vivere
- Giovanna Martinuzzi in Only Murders in the Building